# Mietengesetz
Das Mietengesetz (MG) in Österreich vom 7. Dezember 1922 war ein Bundesgesetz über die Miete von Wohn- und Geschäftsräumen. Es wurde 1929 wiederverlautbart und galt  bis zum 31. Dezember 1981. Das Gesetz wurde 1922 mit den Stimmen der Sozialdemokraten, Christlichsozialen und der Großdeutschen Fraktion beschlossen. Eine Ausnahme bildete nur der Landbund.

## Mietrechtliche Regelungen vor dem MG
Vor dem Mietengesetz bestanden verschiedene Verordnungen und Erlässe zum Schutz von Mietern, es herrschte ansonsten weitgehend Vertragsfreiheit. Bis 1917 fanden sich mietrechtliche Bestimmungen ausschließlich im ABGB.
Während in Liechtenstein die Regelungen über Bestandverträge und Weiteres im ABGB (Liechtenstein) ergänzt wurden (§ 1090 ABGB, Artikel 1 bis 109), wurde in Österreich ein eigenes Gesetzbuch in Bezug auf das Mietrecht geschaffen (Pachtverträge sind nach wie vor grundsätzlich im ABGB geregelt).
Das Mietengesetz wurde zuletzt durch ein Bundesgesetz 1976 geändert, indem in § 29 und im § 33 MG die Beträge von je „500 S“ durch die Beträge von je „1000 S“ ersetzt und in § 43 MG der Betrag von „3000 S“ durch den Betrag von „6000 S“ ersetzt wurde.

## Mietrechtliche Regelungen nach dem MG
Am 1. Jänner 1982 trat das Mietrechtsgesetz (MRG) in Kraft und ersetzte das Mietengesetz. In den §§ 43 ff MRG (II. Hauptstück des MRG) sind bis heute Bestimmungen über bestehende Mietverträge und Übergangsregelungen enthalten.
Das Mietengesetz bildete sowohl nach Struktur und Inhalt für das Mietrechtsgesetz die nach wie vor erkennbare Vorlage.

## Aufbau des MG in der Fassung 1922
- § 1 Anwendungsbereich des Gesetzes
- § 2 und § 3 Gesetzlicher Mietzins
- § 4 Betriebskosten und öffentliche Abgaben
- § 5 Zuschlag für besondere Aufwendungen; Aufzug; Sammelheizung u. dgl.
- § 6 Verwendung des Instandhaltungszinses
- § 7 bis § 9 Zulässigkeit der Erhöhung des Instandhaltungszinses
- § 10 Verwendung der Feuerversicherungssumme im Schadensfalle
- § 11 Ausgleichsfonds
- § 12 Allgemeine Erhöhung des Instandhaltungszinses
- § 13 Anrechnung von Dienstleistungen auf den Mietzins
- § 14 Beginn der Wirksamkeit der Mietzinserhöhung
- § 15 Langfristige Mietverträge
- § 16 Mietzins und sonstiges Entgelt bei Untermiete
- § 17 Vermietung unter Beistellung von Einrichtungsgegenständen durch den Hauseigentümer
- § 18 Gesetzwidrige Vereinbarungen
- § 19 bis § 22 Kündigungsbeschränkungen
- § 23 Verträge von bestimmter Dauer
- § 24 Richterliche Stundung für Hypotheken auf vermieteten Liegenschaften
- § 25 bis § 36 Mietkommissionen
- § 37 Mieterschutz und Wohnungsanforderung
- § 38 bis § 41 Verlängerung der Räumungsfristen für gemietete Wohnräume
- § 42 Exekutionsbeschränkungen
- § 43 Strafbestimmungen
- § 44 bis § 52 Gebühren und Schlussbestimmungen

## Aufbau des MG in der Fassung 1929
- § 1 Anwendungsbereich des Gesetzes
- § 2 und § 3 Gesetzlicher Mietzins
- § 4 Betriebskosten und öffentliche Abgaben
- § 5 Zuschlag für besondere Aufwendungen; Aufzug; Sammelheizung u. dgl.
- § 6 Verwendung des Hauptmietzinses
- § 7 bis § 9 Zulässigkeit der Erhöhung des Hauptmietzinses
- § 10 Verwendung der Feuerversicherungssumme im Schadensfalle
- § 11 Anrechnung von Dienstleistungen auf den Mietzins
- § 12 Beginn der Wirksamkeit der Mietzinserhöhung
- § 13 Langfristige Mietverträge
- § 14 Mietzins und sonstiges Entgelt bei Untermiete
- § 15 Vermietung unter Beistellung von Einrichtungsgegenständen durch den Hauseigentümer
- § 16 und § 17 Zulässige und unzulässige Vereinbarungen über die Höhe des Hauptmietzinses
- § 18 Vornahme von Änderungen am Mietgegenstand
- § 19 bis § 22 Kündigungsbeschränkungen
- § 23 Verträge von bestimmter Dauer
- § 24 Richterliche Stundung für Hypotheken auf vermieteten Liegenschaften
- § 25 bis § 37 Mietkommissionen
- § 38 bis § 41 Verlängerung der Räumungsfristen für gemietete Wohnräume
- § 42 Exekutionsbeschränkungen
- § 43 Strafbestimmungen
- § 44 bis § 52 Gebühren und Schlussbestimmungen